# Bruno Fait
Bruno Fait (* 7. Juli 1924 in Trient; † 2000) war ein italienischer Geher.
Bei den Olympischen Spielen 1952 in Helsinki wurde er Achter im 10.000-Meter-Gehen.